# Сергеј Бакулин
Сергеј Васиљевич Бакулин  (рус. Сергей Васильевич Бакулин; Инсар, Мордовија, СССР, 13. новембар 1986) је руски атлетичар. Био је 2011. светски првак у ходању на 50 км.

## Каријера
На основу добрих резултата у јуниорској конкуренцији Сергеј Бакулин 2006. учествује на Светском купу ходача у Коруњи на 20 км и заузима 6. место, а исте године у истој дисциплини на Европском првенству у Гетеборгу 5. место. Прве квалитетне резултате постиже од 2007. године када на првенству Русије за младе и Европском првенству за младе осваја трећа места. У 2008. углавном учествује на такмичењима у Русији а ретко на другим такмичења, да би 2009. на Летњој универзијади у Београду освојио прво место на 20 км.
На Европском првенству 2010. у Барселони Бакулин осваја треће место у ходању на 50 км да би круну досадашње каријере постигао на Светском првенству 2011. у Тегуу и личним рекордом 3:41:24 постао светски првак, оставивши иза себе реномиране ходаче као што су другопласирани Денис Нижегородов и трећепласирани Џеред Талент.